# Villembits
Villembits (okzitanisch Vilambic) ist eine französische Gemeinde mit 110 Einwohnern (Stand 1. Januar 2022) im Département Hautes-Pyrénées in der Region Okzitanien. Sie gehört zum Arrondissement Tarbes und zum Kanton Les Coteaux. 

## Lage
Sie ist umgeben von folgenden Nachbargemeinden:
| Luby-Betmont      | Vidou                                       |                |
| Lamarque-Rustaing | Kompassrose, die auf Nachbargemeinden zeigt | Tournous-Darré |
|                   | Bugard                                      | Lustar         |

## Bevölkerungsentwicklung
| Jahr                       | 1962 | 1968 | 1975 | 1982 | 1990 | 1999 | 2008 | 2016 |
| -------------------------- | ---- | ---- | ---- | ---- | ---- | ---- | ---- | ---- |
| Einwohner                  | 165  | 162  | 137  | 147  | 135  | 113  | 94   | 116  |
| Quellen: Cassini und INSEE |      |      |      |      |      |      |      |      |